# فرانسوا-ژوزف گوسک

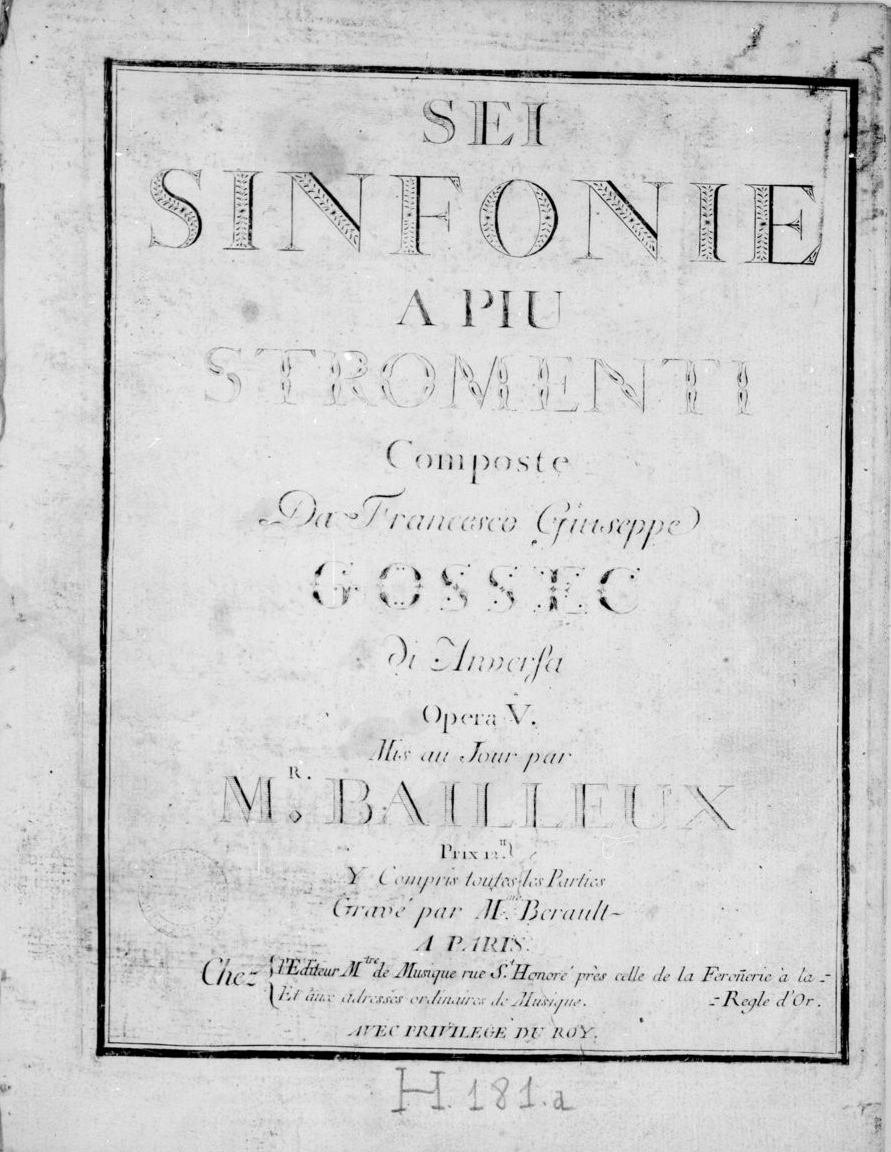
جلد و صفحه عنوان سمفونی ۶، اپوس ۵ گوسک (ویرایش بیو، پاریس ۱۷۶۲).

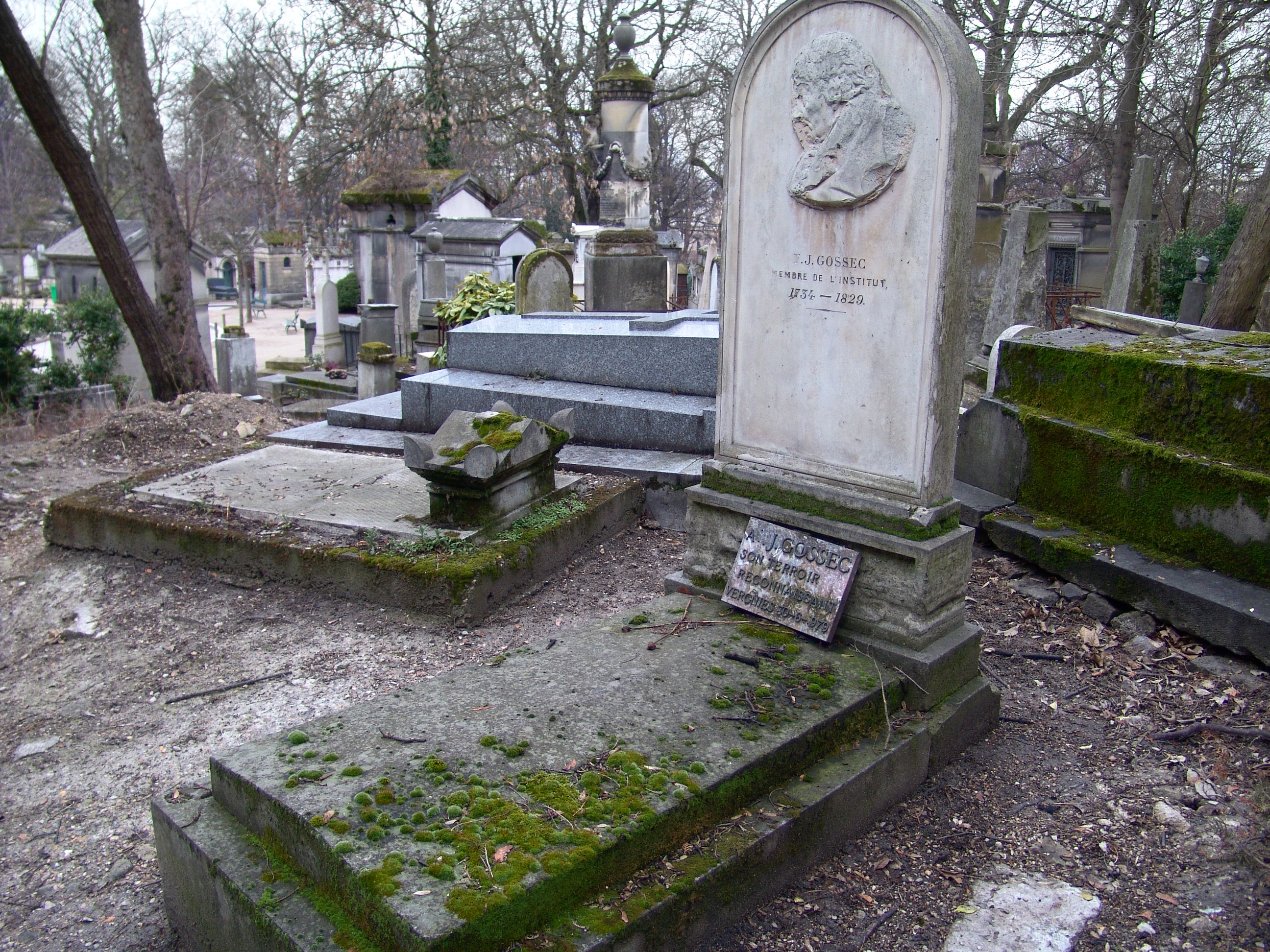
آرامگاه گوسک در پرلاشز

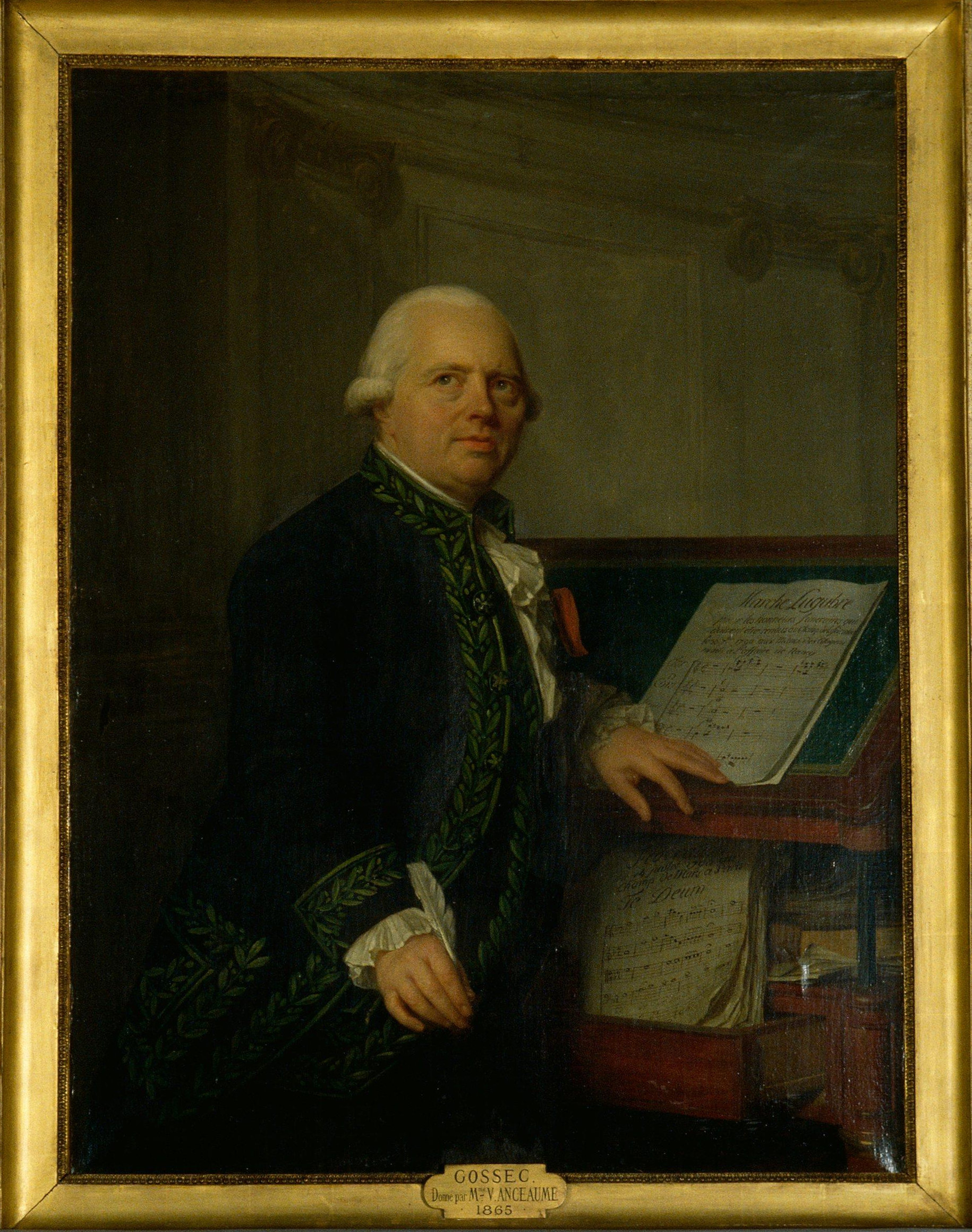
فرانسوا-ژوزف گوسک، توسط آنتوان وستیه

فرانسوا-ژوزف گوسک (به فرانسوی: François-Joseph Gossec)، با نام فامیل اصلی گوسه (به فرانسوی: Gossé) آهنگ‌ساز، ویولنیست، مدیر اپرا، و مدرس موسیقی در هنرستان موسیقی پاریس بود. او ملقب به پدر سمفونی فرانسه، عضو بنیاد فرانسه و دارنده نشان شوالیه لژیون دونور است. در سال ۱۷۳۴ در روستای ورنی در بلژیک متولد شد. در هفده سالگی به پاریس رفت و زیر نظر ژان فیلیپ رامو مشغول آهنگسازی شد. در سال ۱۷۷۸ موتسارت آهنگساز شهیر اتریشی در سفری که به پاریس داشت از او به عنوان دوستی بسیار خوب و مردی بسیار خشک یاد کرده‌است. گوسک در ۴۶ سالگی به مدت شش سال مدیریت اپرا پاریس را عهده‌دار بود. از هواداران انقلاب فرانسه و سازنده آهنگ‌های انقلابی آن دوران بود. در ۹۵ سالگی در پسی (سن) فرانسه از دنیا رفت و در گورستان پرلاشز به خاک سپرده شد. آرامگاه او نزدیک قبر دوستش آندره گرتری است.

## آثار
گوسک در طول حیات خود آثار موسیقی بسیار زیادی مانند سمفونی، اپرا و دیگر انواع موسیقی از خود به یادگار گذاشته‌است که برخی از آنها عبارتند از:
- سمفونی شماره ۱ (به فرانسوی: Symphonie no 1 (c. 1771-1774))
- سمفونی شماره ۲ (به فرانسوی: Symphonie no 2 (c. 1771-1774))
- موسیقی مردگان (به فرانسوی: Messe des morts (Requiem) (1760))
- خدای دروغین، اپرای کمیک (به فرانسوی: Le Faux Lord, opéra comique (1765))
- ماهیگیران، اپرای کمیک در یک پرده (به فرانسوی: Les Pêcheurs, opéra comique en 1 act (1766))
- الکسی و دافنه (به فرانسوی: Alexis et Daphné, pastorale (1775))
- فستیوال دهکده (به فرانسوی: La Fête de village, intermezzo (1778))
- پیروزی جمهوری (به فرانسوی: Le Triomphe de la République (1794))
- آخرین آئین زندگان، گروه کر و ارکستر سمفونی (به فرانسوی: Dernière messe des vivants, chœur à quatre voix mixtes et orchestre symphonique (1813))
- سرود ۱۴ ژوئیه گروه کر با همراهی موسیقی هارمونی (به فرانسوی: Le Chant du 14 juillet, chœur à trois voix d'hommes avec accompagnement de musique d'harmonie)